# Schwendebach (Dornbirn)

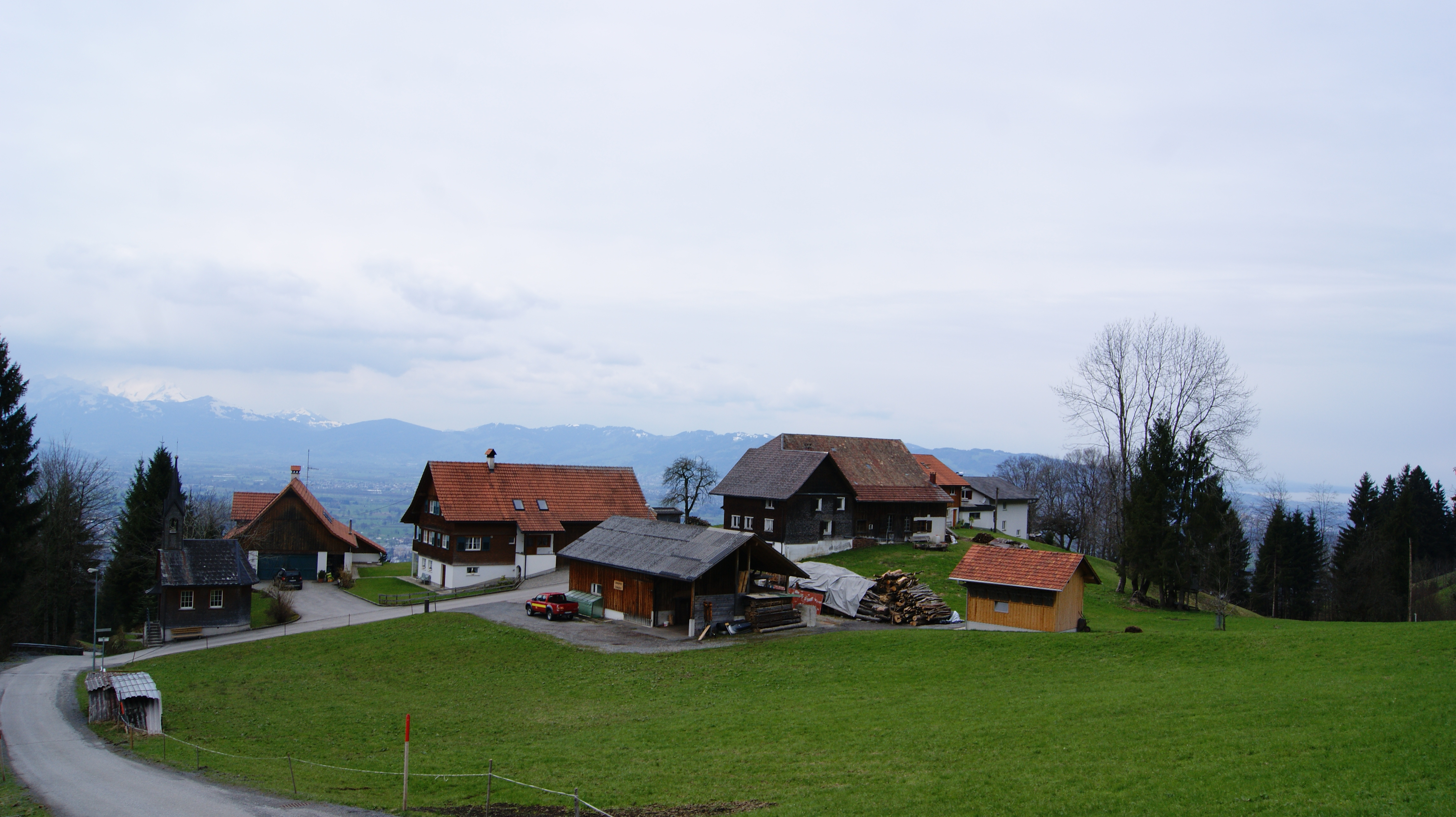
Schwendbach in Dornbirn mit Blick in das Rheintal und zum Bodensee.

Schwendebach ist eine Rotte in der Parzelle Schwendebach im Gemeindegebiet der österreichischen Stadt Dornbirn, Bundesland Vorarlberg. Schwendebach gehört mit dem nahegelegenen Schauner zum ältesten Dornbirner Siedlungsgebiet. Die Rotte wird schon in einem Lehensteuerverzeichnis von 1431 erwähnt.

## Namensherleitung
Schwenden bezeichnet das Roden durch Abbrennen der Bäume und Sträucher, um so neues Nutzland zu gewinnen.

## Geografie

### Überblick
Schwendebach liegt als Teil des Bezirks Oberdorf im Südosten des Dornbirner Siedlungsgebiets auf etwa 790 m ü. A.  gelegen und ist vom Stadtzentrum von Dornbirn etwa 2,5 km Luftlinie entfernt. Schwendebach liegt an der Straße von der Bergparzelle Watzenegg zur Schwende-Alpe und zum Weiler Schauner.
In „Schematismus für Tirol und Vorarlberg“ (1839) wird Schwendebach als eigenständiger Weiler und Teil von Dornbirn angeführt. Ebenfalls im „Provinzial-Handbuch von Tirol und Vorarlberg für das Jahr 1847“.

### Nachbarparzellen / -orte
|                      | Rickatschwende (Dornbirn) |                     |
| Watzenegg (Dornbirn) |                           | Schauner (Dornbirn) |
|                      | Kehlegg (Dornbirn)        |                     |

Die westlich, etwas unterhalb von Schwendebach und über Watzenegg liegende Bergparzelle Gims wird 1333 erstmals urkundlich erwähnt („Gims“/ „Sims“, teilweise auch „Ebnet“) und ist seit dem Abbrand des einzigen dort gestandenen Bauernhofes 1962 unbebaut.

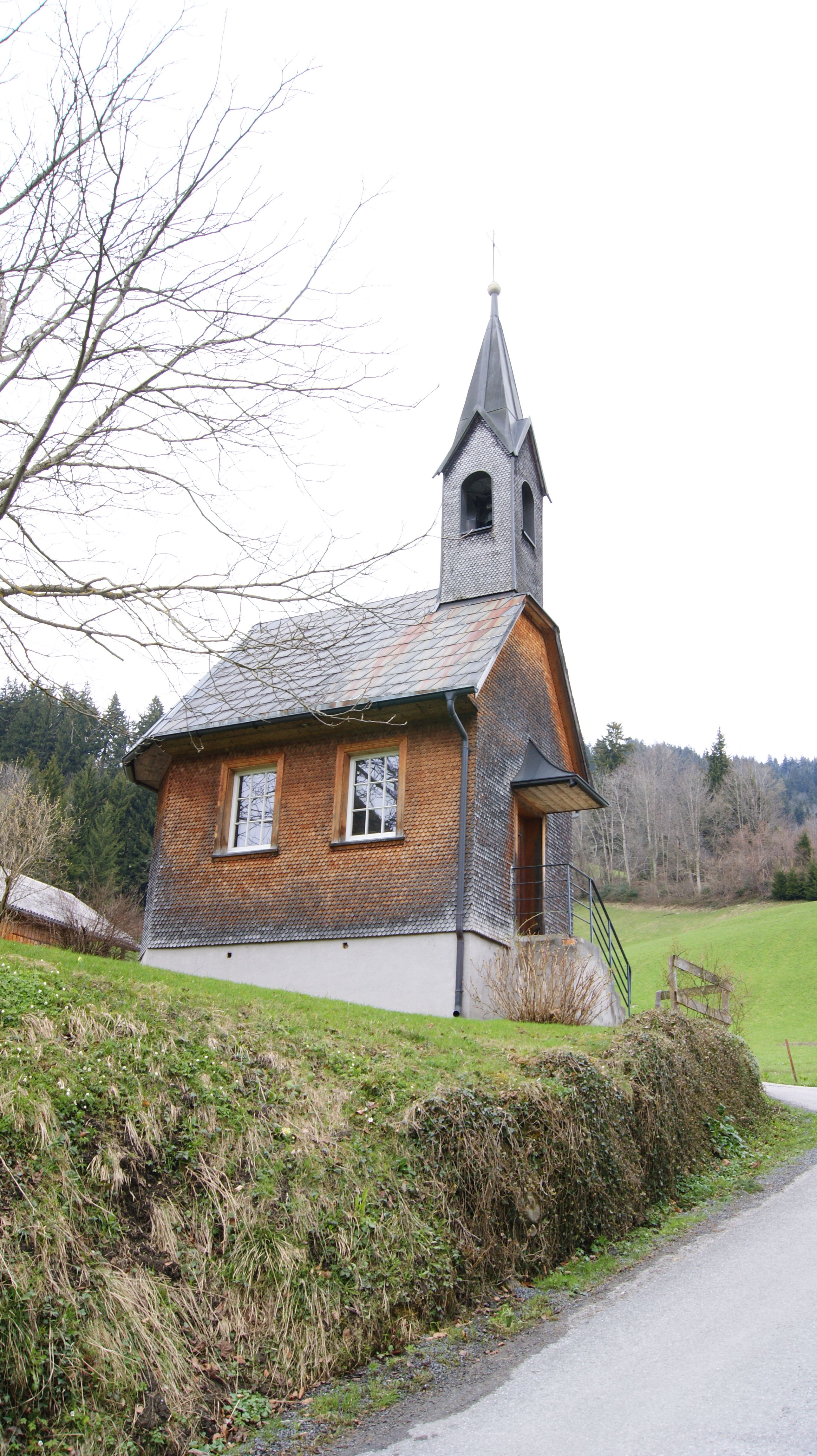
Kapelle in Schwendebach

## Bevölkerung und Bebauung
Aktuelle Bevölkerungszahlen werden nicht mehr veröffentlicht. Heute bestehen sieben Wohngebäude, eine Kapelle und diverse Wirtschaftsgebäude.
Die römisch-katholische  Kapelle zur Heiligen Maria wird liturgisch von der Pfarre im Oberdorf (Kirche zum Hl. Sebastian) mitbetreut (siehe: Liste der Pfarren im Dekanat Dornbirn).
Die Kapelle ist ein holzgeschindelter, weitgehend rechteckiger Blockbau auf einem gemauerten Sockel mit Südost-Nordwest-Ausrichtung. Nordwestlich (Altar) sind die Wände abgeschrägt. Das Satteldach trägt auf der südöstlichen Seite beim Eingang einen Glockenreiter mit Giebelspitzhelm. Der einzige Eingang mit einer einfachen Holztüre mit Sichtfenster ist über eine Steintreppe erreichbar und wird mit einem kleinen Vordach geschützt.
Der Betraum ist weiß ausgemalt, hat eine flache Decke ohne Gemälde oder Verzierung und einen neuromanischen Altar aufzuweisen, der in der Mitte ein Bildnis der Heiligen Maria mit dem Jesuskind zeigt und aus dem Ende des 19. Jahrhunderts stammt. Links und rechts des Altars befinden sich Heiligenfiguren und auf dem Alter selbst zwei Engelsfiguren. Ebenfalls aus dieser Zeit stammen die 14 Kreuzwegstationen entlang der Wände.
Die Kapelle wurde vom Dornbirner Bürger und bekannten Weinhändler Matthäus Thurnher (* 28. August 1792; † 11. April 1878; siehe: Johannes Thurnher) gestiftet und im Zeitraum 1875 bis 1877 gebaut.

## Verkehr
Die steile Straße nach Schwendebach und weiter zur Rotte Schauner hat abschnittsweise den Charakter eines Hohlweges. Schwendebach verfügt über keinen Anschluss an den öffentlichen Personenverkehr.

## Handwerk, Gewerbe
Aufgrund der Verkehrslage und der räumlichen Enge entstanden in Schwendebach keine besonderen Handwerksbetriebe oder Gewerbebetriebe. Noch heute dominiert die Landwirtschaft das Gebiet.

## Gewässer
In der Parzelle Schwendebach entspringt der Nordwesten fließende Eulenbach (bei Gewässerkilometer 1,88) sowie die südwärts fließenden Gewässer: Grafenbach (bei Gewässerkilometer 0,69) und das Schwendebächle (bei Gewässerkilometer 0,36) und der ebenfalls hier entspringende, südwestwärts fließende, Buchholzgraben (bei Gewässerkilometer 0,51), welche alle über weitere Gewässer in die Dornbirner Ach entwässern.